# Islam en Bosnie-Herzégovine
 (juin 2021).
La mise en forme du texte ne suit pas les recommandations de Wikipédia : il faut le « wikifier ».
Les points d'amélioration suivants sont les cas les plus fréquents. Le détail des points à revoir est peut-être précisé sur la page de discussion.
- Les titres sont pré-formatés par le logiciel. Ils ne sont ni en capitales, ni en gras.
- Le texte ne doit pas être écrit en capitales (les noms de famille non plus), ni en gras, ni en italique, ni en « petit »…
- Le gras n'est utilisé que pour surligner le titre de l'article dans l'introduction, une seule fois.
- L'italique est rarement utilisé : mots en langue étrangère, titres d'œuvres, noms de bateaux, etc.
- Les citations ne sont pas en italique mais en corps de texte normal. Elles sont entourées par des guillemets français : « et ».
- Les listes à puces sont à éviter, des paragraphes rédigés étant largement préférés. Les tableaux sont à réserver à la présentation de données structurées (résultats, etc.).
- Les appels de note de bas de page (petits chiffres en exposant, introduits par l'outil «  Source ») sont à placer entre la fin de phrase et le point final[comme ça].
- Les liens internes (vers d'autres articles de Wikipédia) sont à choisir avec parcimonie. Créez des liens vers des articles approfondissant le sujet. Les termes génériques sans rapport avec le sujet sont à éviter, ainsi que les répétitions de liens vers un même terme.
- Les liens externes sont à placer uniquement dans une section « Liens externes », à la fin de l'article. Ces liens sont à choisir avec parcimonie suivant les règles définies. Si un lien sert de source à l'article, son insertion dans le texte est à faire par les notes de bas de page.
- La présentation des références doit suivre les conventions bibliographiques. Il est recommandé d'utiliser les modèles {{Ouvrage}}, {{Chapitre}}, {{Article}}, {{Lien web}} et/ou {{Bibliographie}}. Le mode d'édition visuel peut mettre en forme automatiquement les références.
- Insérer une infobox (cadre d'informations à droite) n'est pas obligatoire pour parachever la mise en page.

Pour une aide détaillée, merci de consulter Aide:Wikification.
Si vous pensez que ces points ont été résolus, vous pouvez retirer ce bandeau et améliorer la mise en forme d'un autre article.

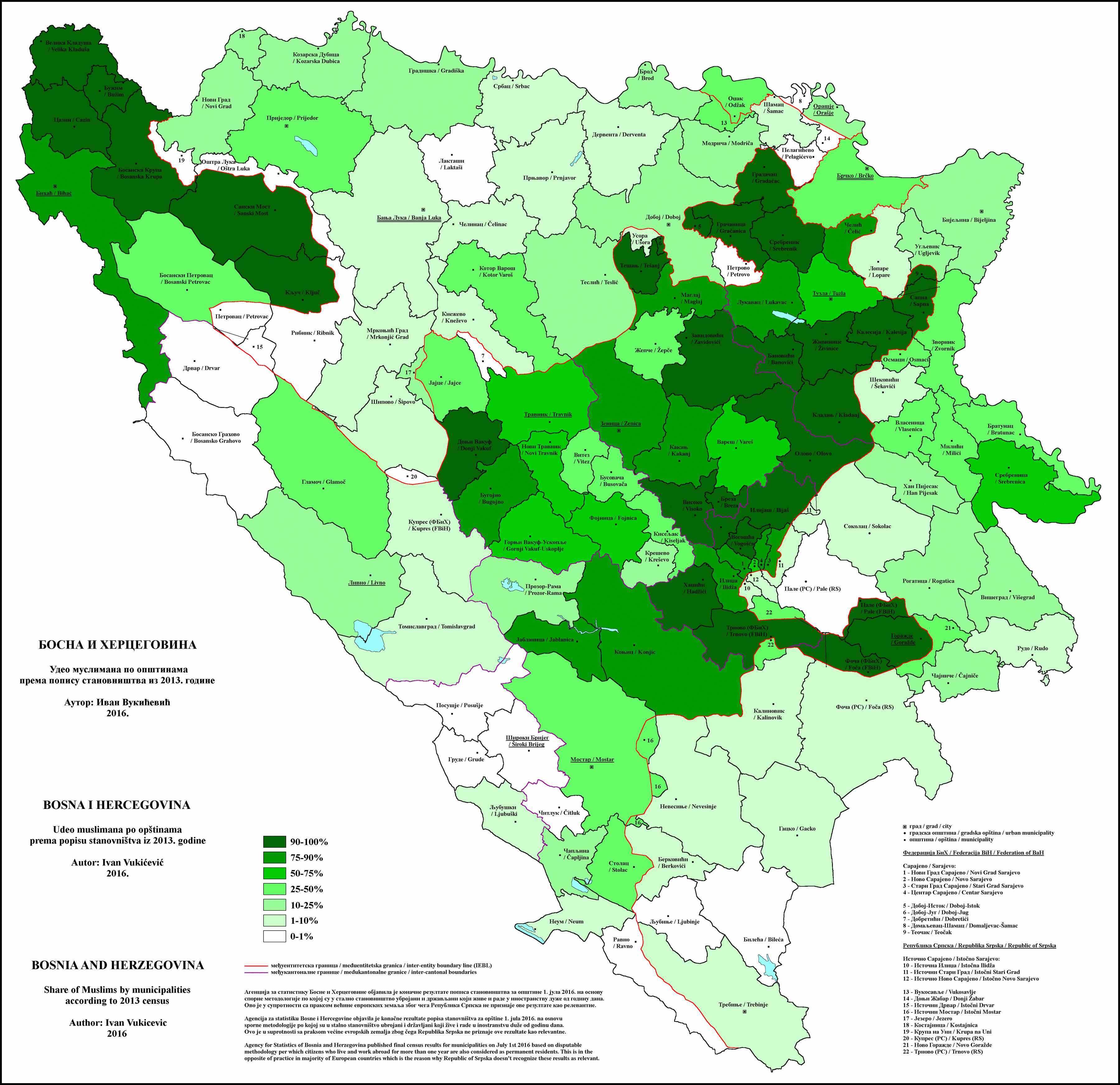
Part des musulmans au sein des municipalités de Bosnie-Herzegovine en 2013.

L'islam est l'une des deux principales religions pratiquées en Bosnie-Herzégovine, l'autre étant le christianisme. Cette religion a été introduite aux XVe et XVIe siècles à la suite de la conquête ottomane de la Bosnie-Herzégovine.
Les musulmans constituent la plus grande communauté religieuse de Bosnie-Herzégovine (51 %), les deux autres grands groupes étant les chrétiens orthodoxes orientaux (31 %), qui s'identifient presque tous comme Serbes, et les catholiques romains (15 %), qui s'identifient presque tous comme Croates. Presque tous les musulmans de Bosnie s'identifient comme étant des Bosniaques, Jusqu'en 1993, les Bosniaques de culture ou d'origine musulmane (indépendamment de la pratique religieuse) étaient définis par les autorités yougoslaves comme Musulmans dans un sens ethno-national (d'où le M majuscule), bien que certaines personnes d'origine bosniaque ou musulmane aient identifié leur nationalité (au sens ethnique plutôt que strictement en termes de citoyenneté) comme « yougoslave » avant le début des années 1990. Une petite minorité de musulmans non bosniaques en Bosnie-Herzégovine comprend des Albanais, des Roms et des Turcs.
Bien qu'adhérant traditionnellement à l'islam sunnite de l'école de jurisprudence hanafite, une enquête de 2012 a révélé que 54 % des musulmans de Bosnie-Herzégovine se considéraient comme de simples musulmans, tandis que 38 % se disaient musulmans sunnites. Il existe également une petite communauté soufie, située principalement en Bosnie centrale. Une petite communauté musulmane chiite est également présente en Bosnie. Presque toutes les congrégations musulmanes de Bosnie-Herzégovine se réfèrent à la Communauté islamique de Bosnie-Herzégovine comme étant leur organisation religieuse. La Constitution de la Bosnie-Herzégovine garantit la liberté de religion, qui est généralement respectée dans tout le pays.

## Histoire

### L’ère ottomane
L'islam a été introduit pour la première fois dans les Balkans à grande échelle par les Ottomans à partir du milieu du XVe siècle, ceux-ci prirent le contrôle de la majeure partie de la Bosnie en 1463 et conquis l'Herzégovine dans les années 1480. Au cours du siècle suivant, les Bosniaques – composés de dualistes et de tribus slaves vivant dans le royaume bosniaque sous le nom de Bošnjani – ont embrassé l'islam en grand nombre. À l'époque ottomane, le nom Bošnjanin a été définitivement transformé en l'actuel Bošnjak (« Bosniak »), le suffixe -ak remplaçant le traditionnel -anin. Au début des années 1600, environ les deux tiers de la population de Bosnie étaient musulmans. La Bosnie-Herzégovine est restée une province de l'Empire ottoman et a obtenu son autonomie après le soulèvement bosniaque de 1831. Un grand nombre de mosquées ont été construites dans toute la province. La plupart des mosquées érigées à l'époque ottomane étaient de construction relativement modeste, souvent avec un seul minaret et une salle de prière centrale avec quelques foyers attenants.

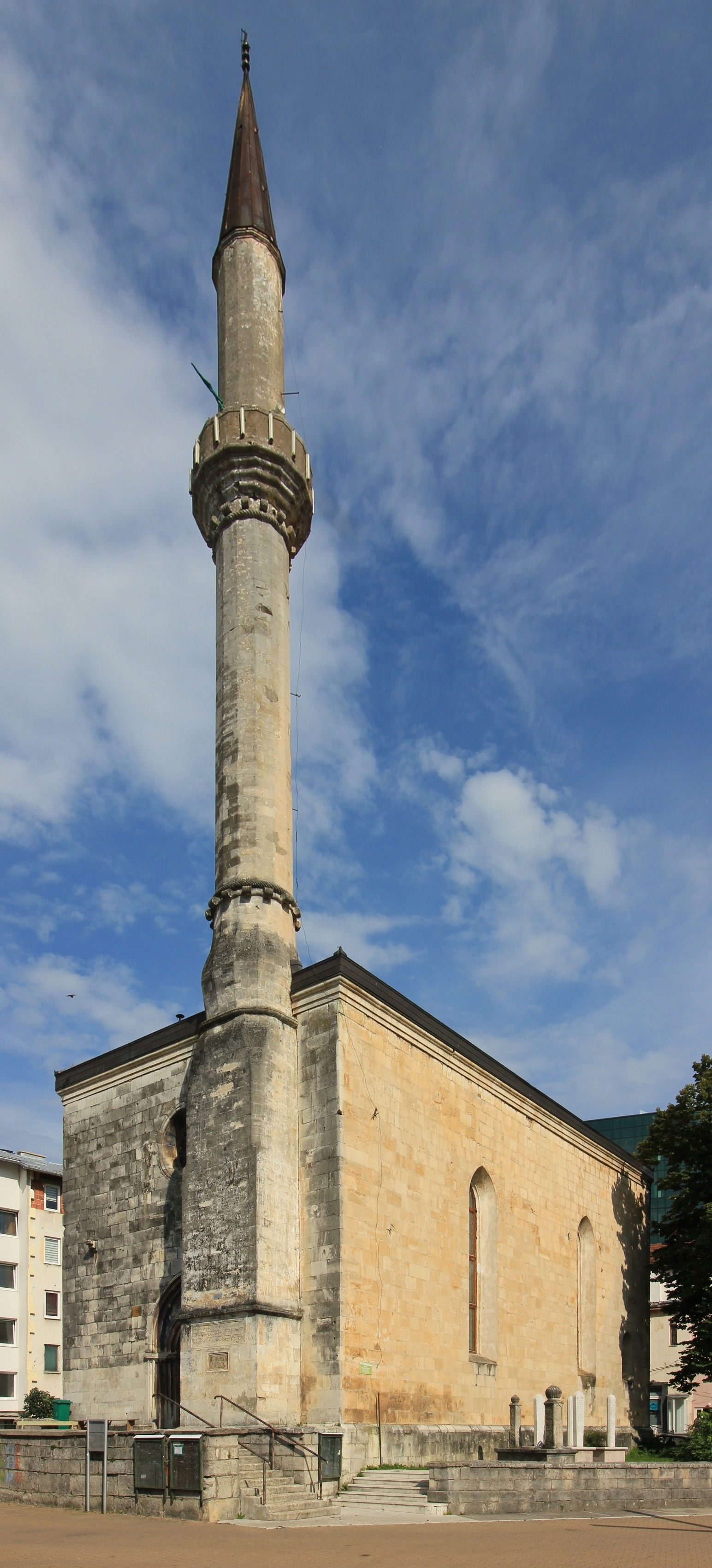
Mosquée Fethija (Bihać), anc. église Saint-Antoine, 1266
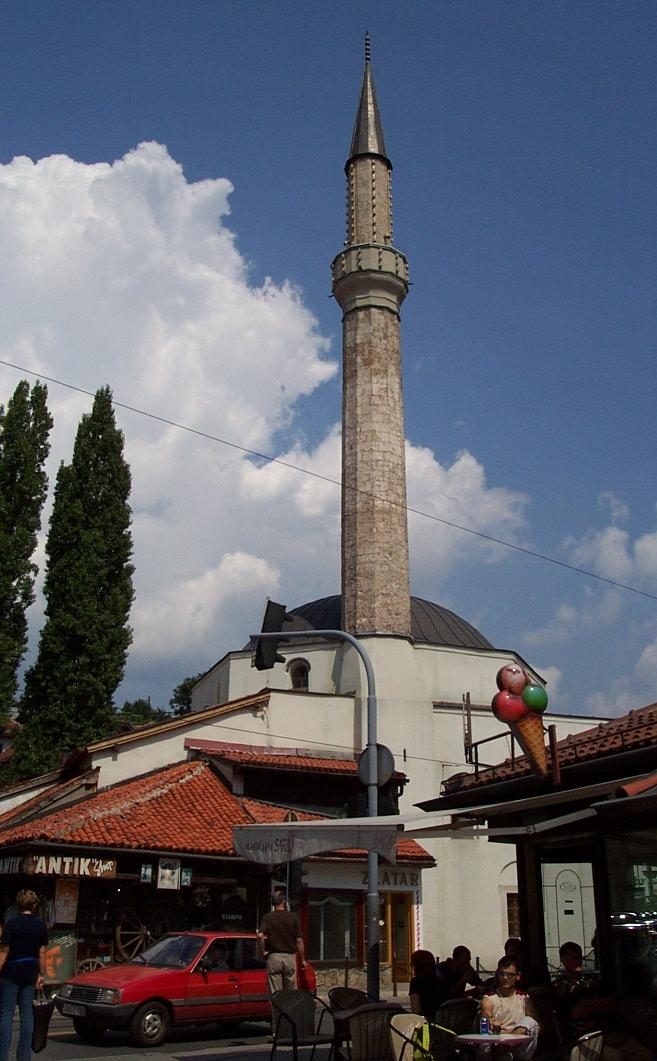
Mosquée de Muslihudin Čekrekčija, Sarajevo, 1526
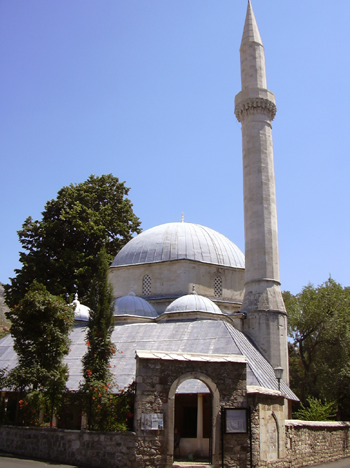
Mosquée Karađoz Bey, Mostar, 1557
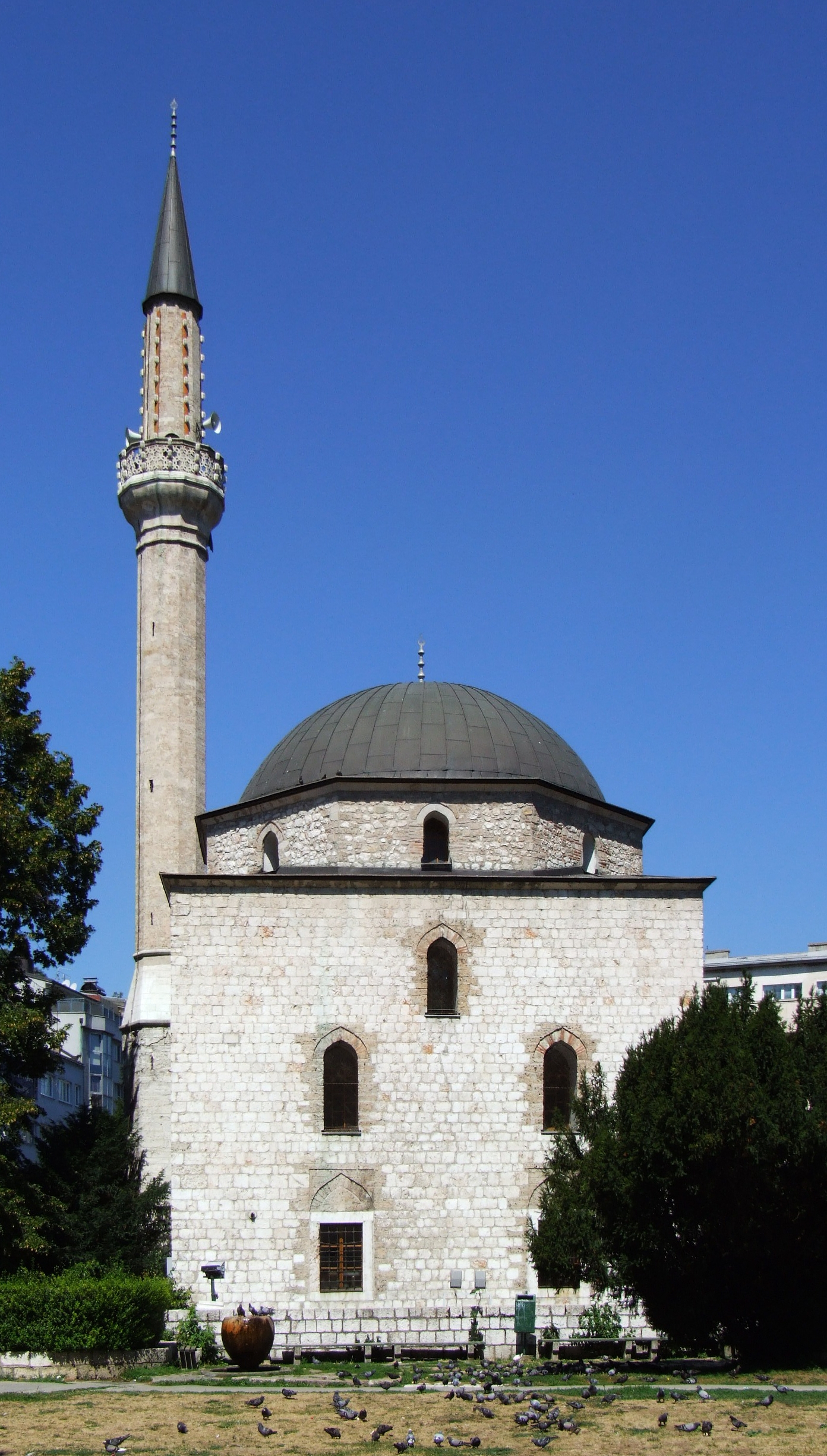
Mosquée d'Ali-pacha (Sarajevo), 1560
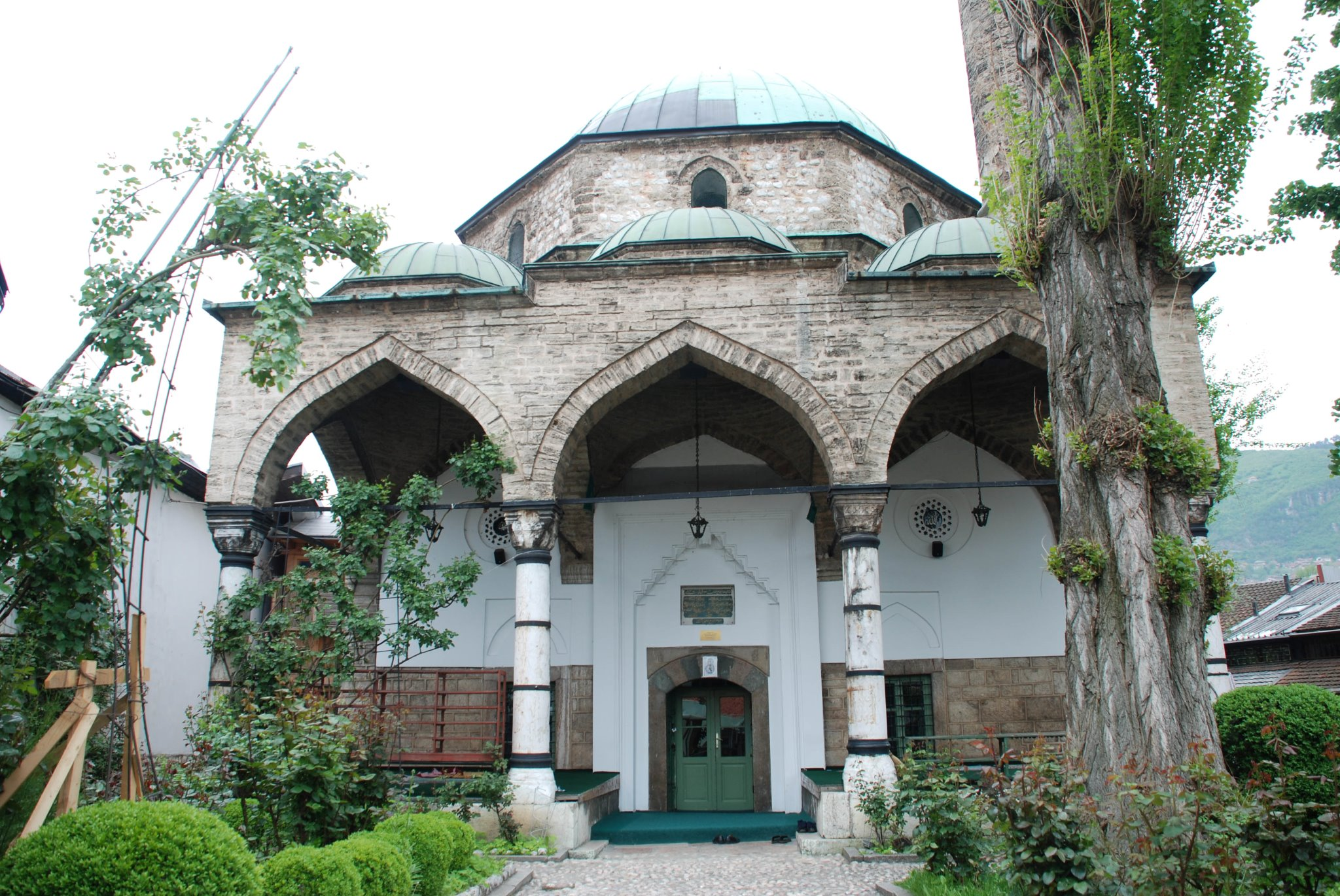
Mosquée Baščaršija, Sarajevo, 1561
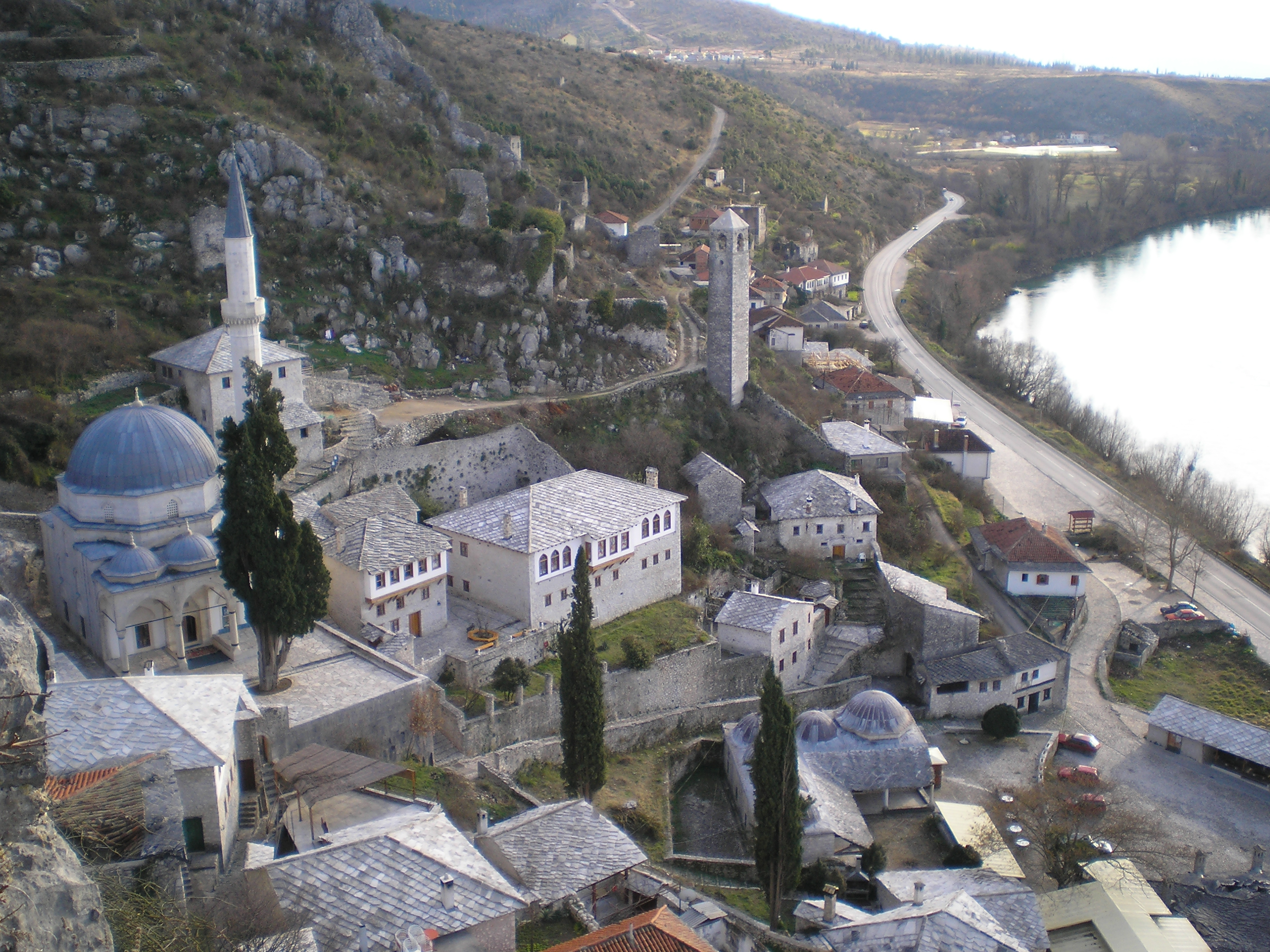
Mosquée, Počitelj, 1561
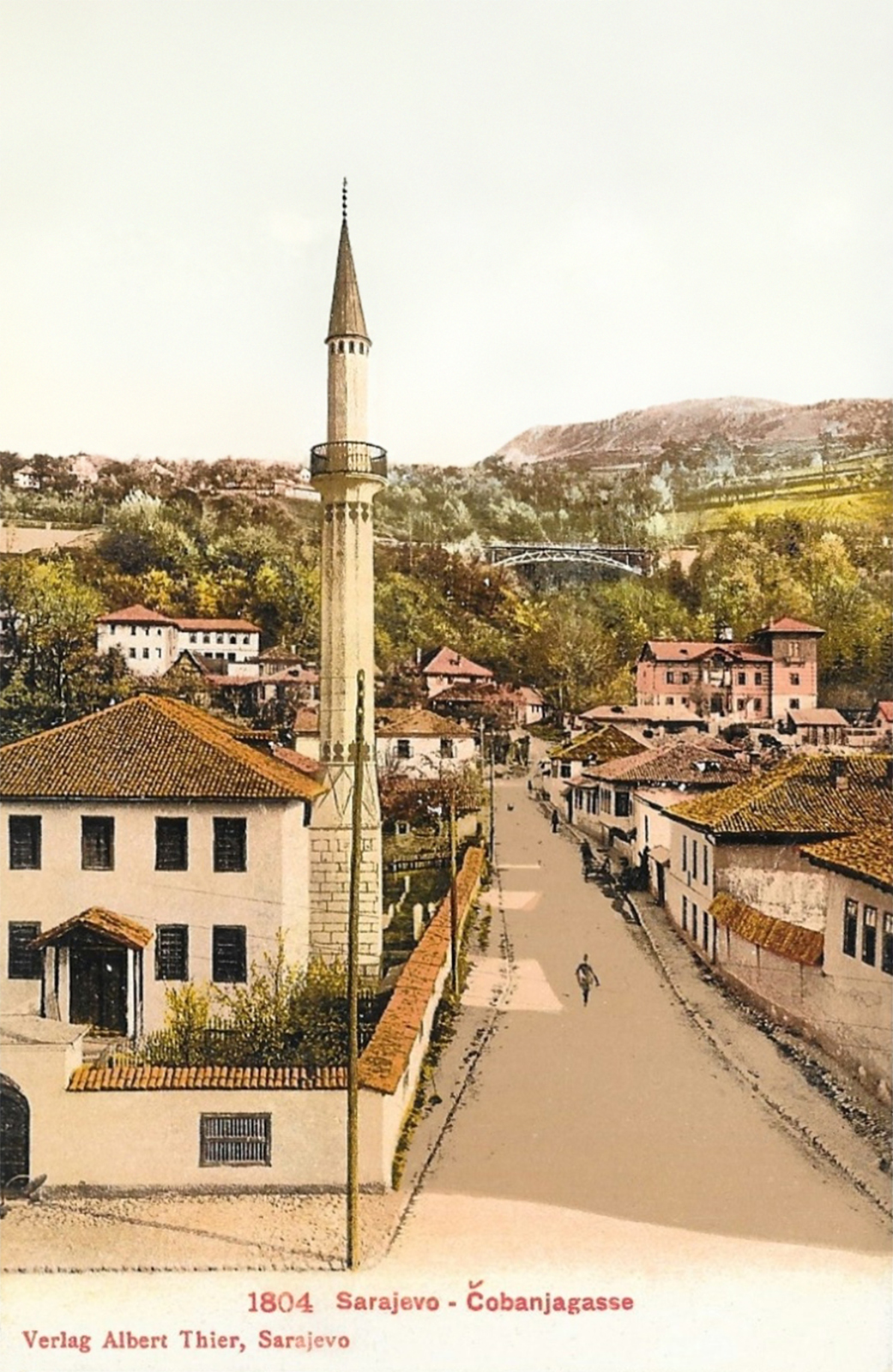
Mosquée Čobanija, avant 1565
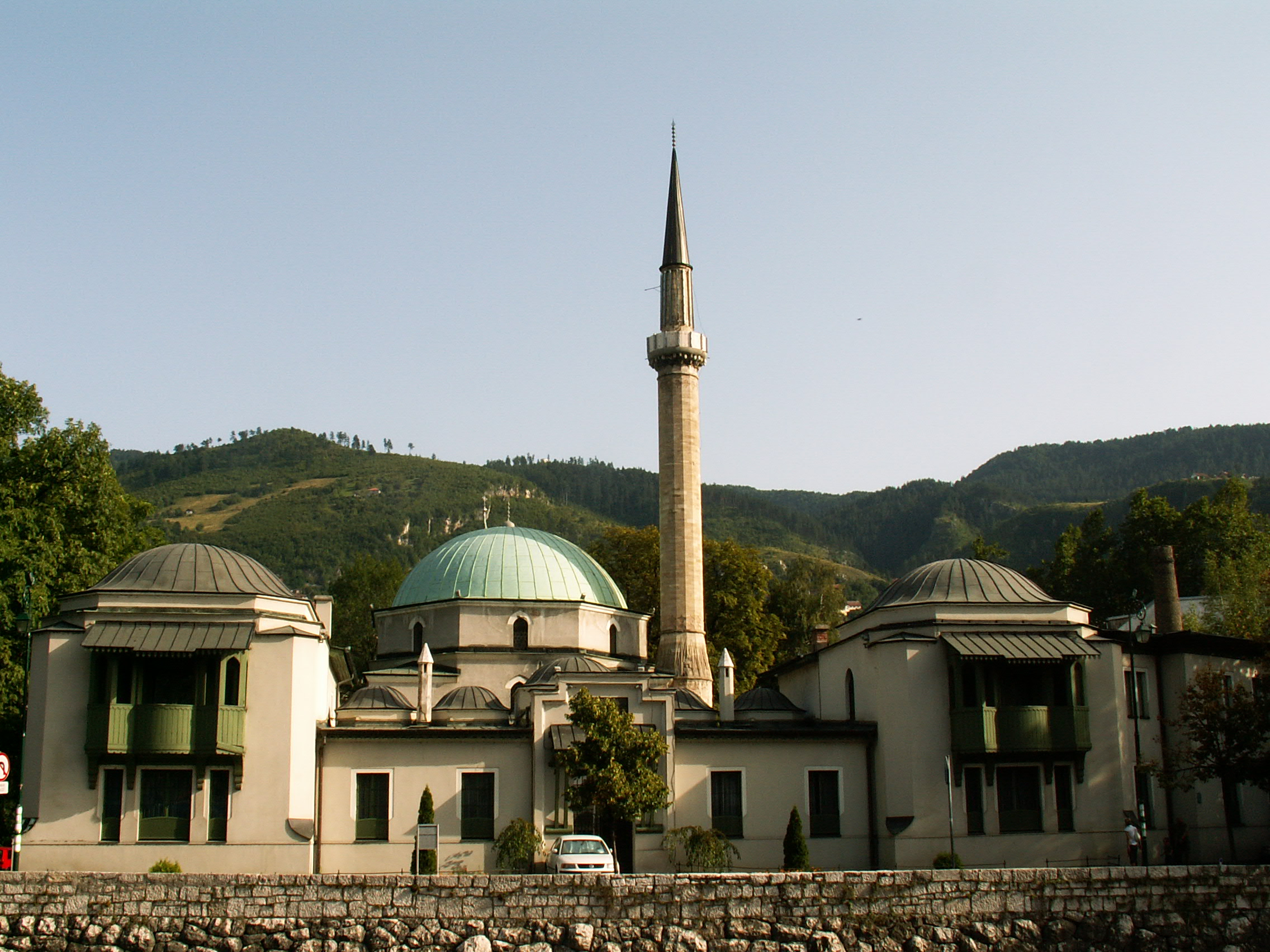
Mosquée Impériale, Sarajevo, reconstruite - 1565
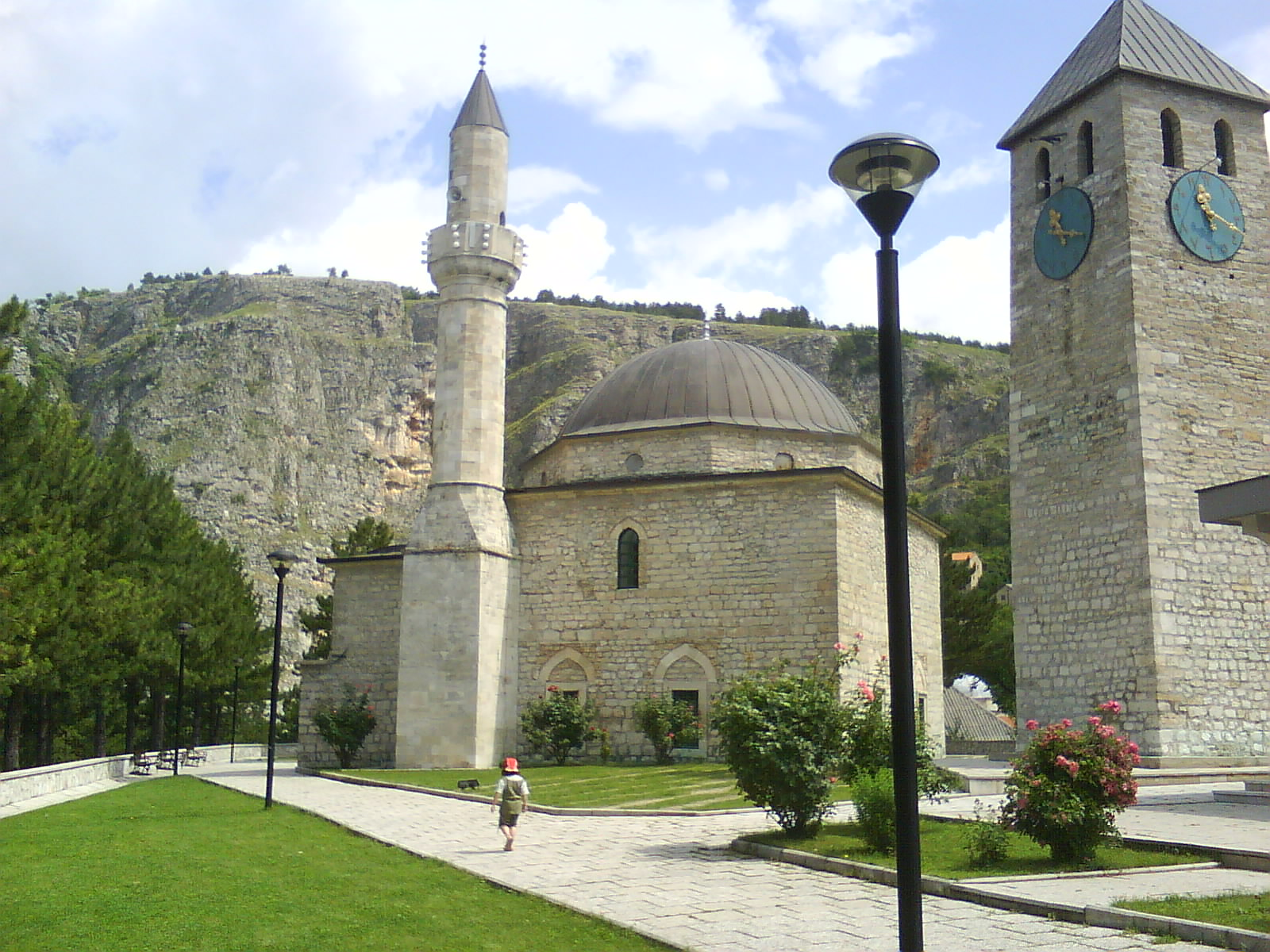
Mosquée de Hadži Ahmed Dukatar, Livno, 1574
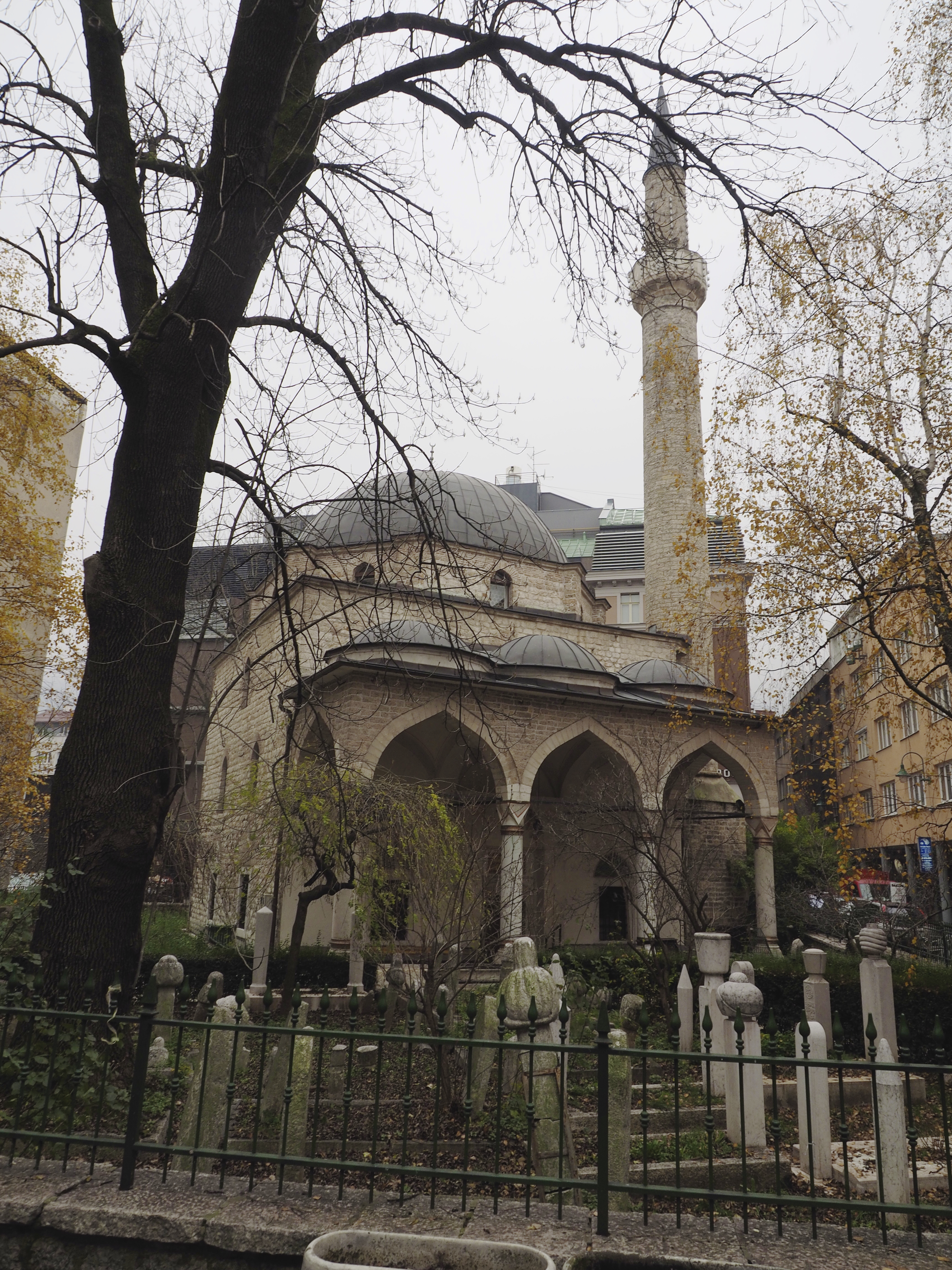
Mosquée Ferhadija de Sarajevo
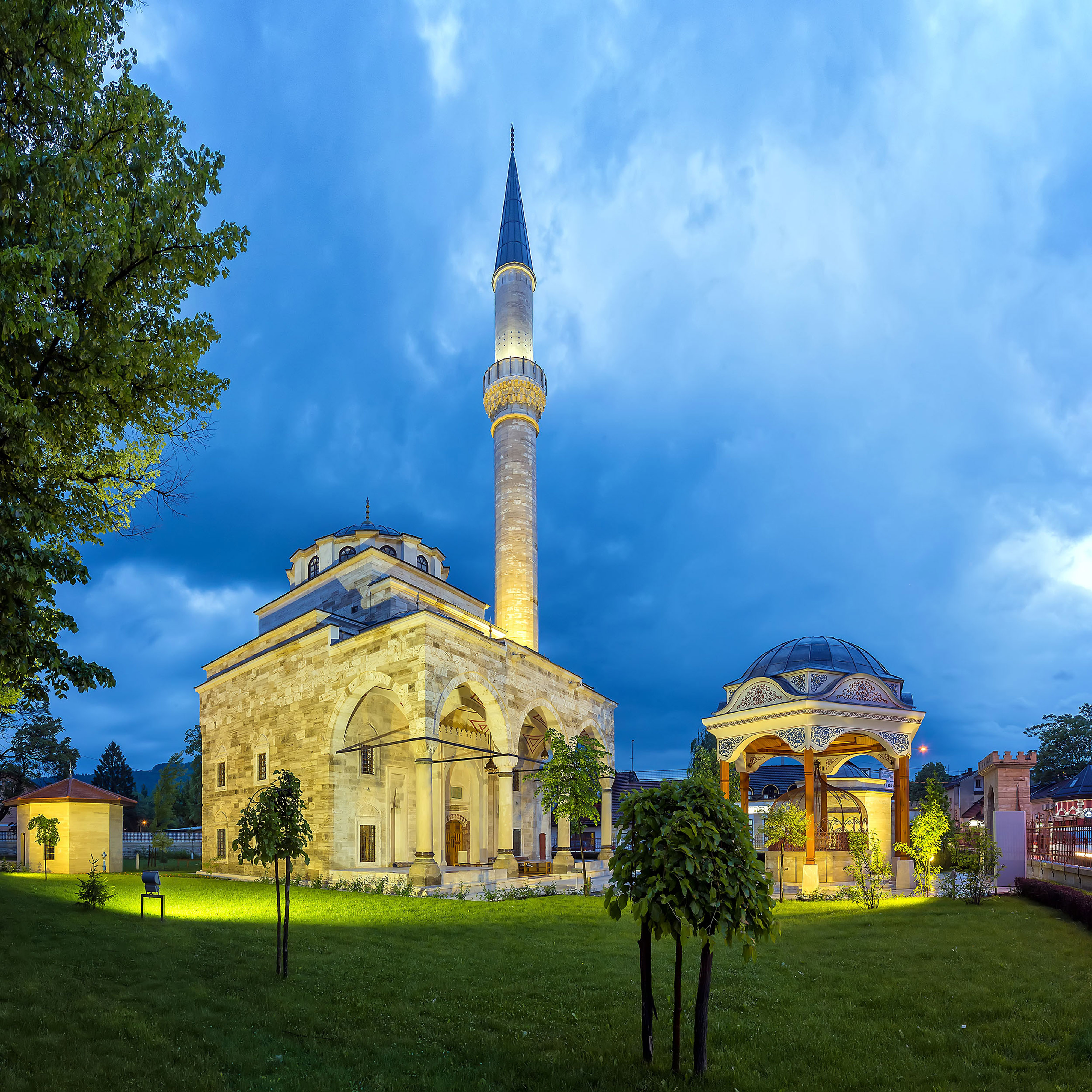
Ferhadija de Banja Luka, 1579 (reconstruite en 2016)
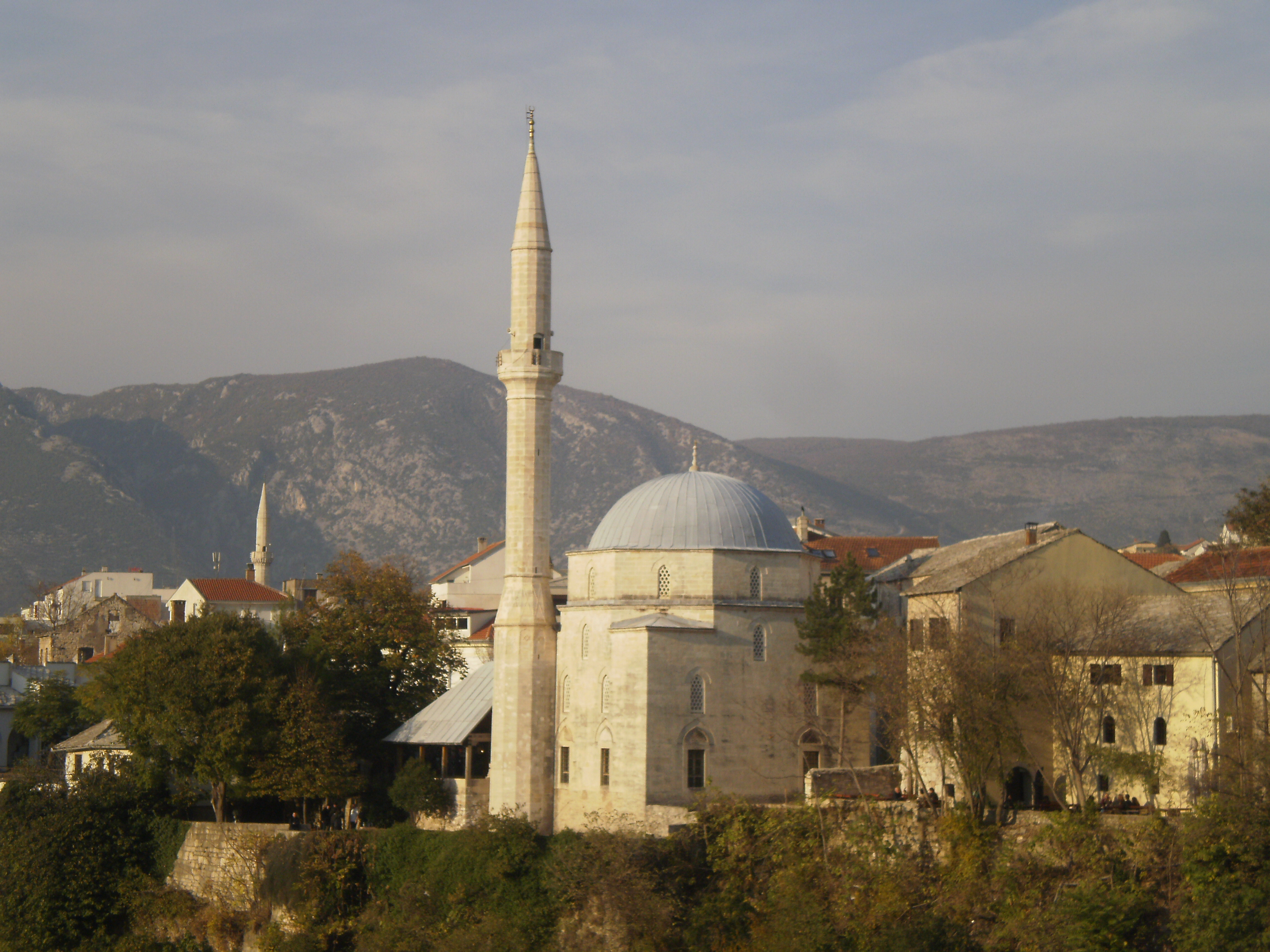
Mosquée, Mostar, 1617
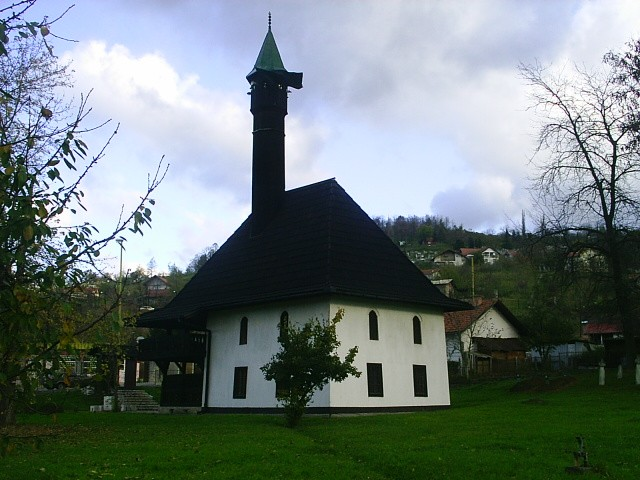
Mosquée Boisée, Tuzla, datant du XVIIIe siècle
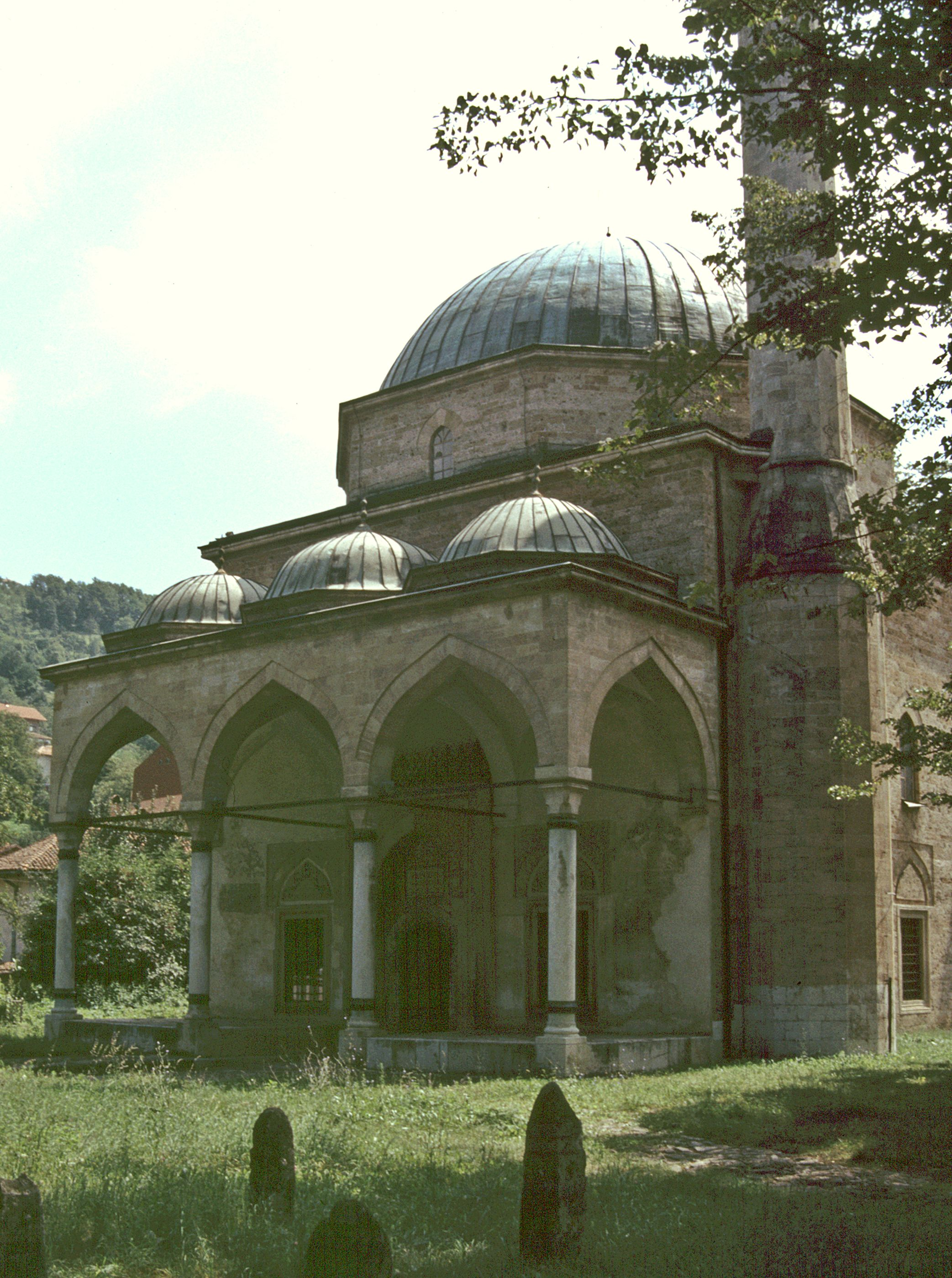
Mosquée Aladža de Foča, 1550 (photographiée en août 1989; reconstruite en 2018)

### Domination de l’empire Austro-hongrois
Après le Congrès de Berlin de 1878, la Bosnie-Herzégovine passe sous le contrôle de l'Autriche-Hongrie. En 1908, l'Autriche-Hongrie a officiellement annexé la région. Contrairement à l'Espagne post-Reconquista, les autorités austro-hongroises ne s'intéressaient plus à la christianisation et n'ont fait aucune tentative pour convertir les citoyens de ce territoire nouvellement acquis car la Constitution de décembre 1867 garantissait la liberté de religion, et la Bosnie-Herzégovine est donc restée musulmane. La Bosnie, avec l'Albanie et le Kosovo, étaient les seules parties de l'Empire ottoman dans les Balkans où un grand nombre de personnes se sont converties à l'islam et y sont restées après l'indépendance. Dans d'autres régions de l'ancien Empire ottoman où les musulmans formaient la majorité ou commençaient à former la majorité, ceux-ci ont été soit expulsés, assimilés c’est-à-dire christianisés, massacrés ou ont fui ailleurs (Muhajirs). [citation nécessaire]

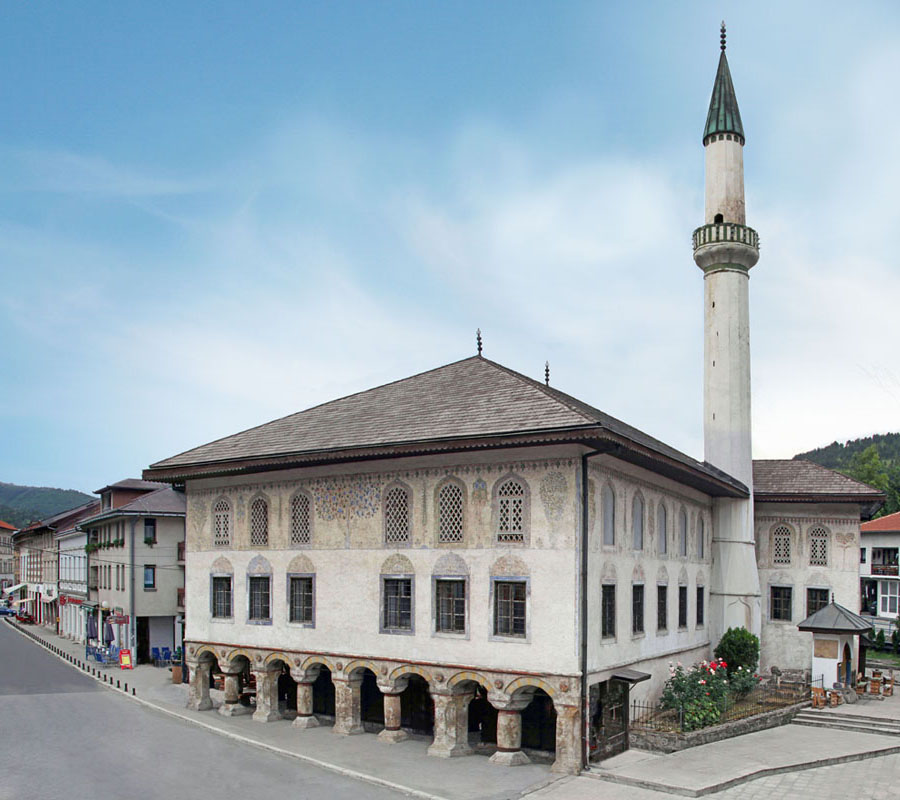
Mosquée, Travnik, 1815
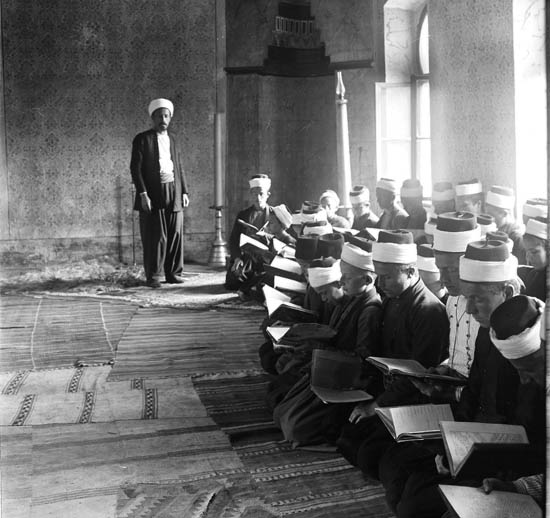
Madrasa bosniaque ca. 1906
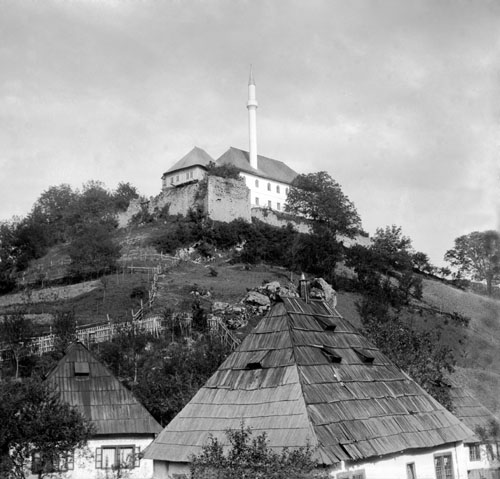
Mosquée, Cazin, ca. 1906
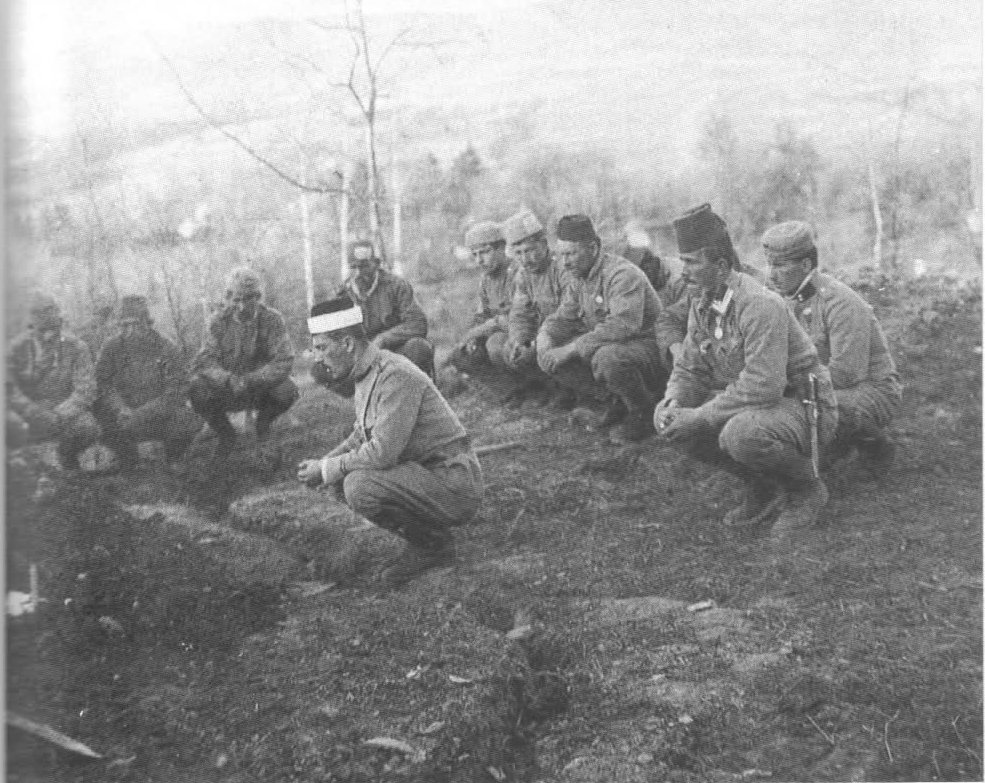
Soldat bosniaque, imam de l'armée austro-hongroise

### Guerre civile en Bosnie-Herzégovine

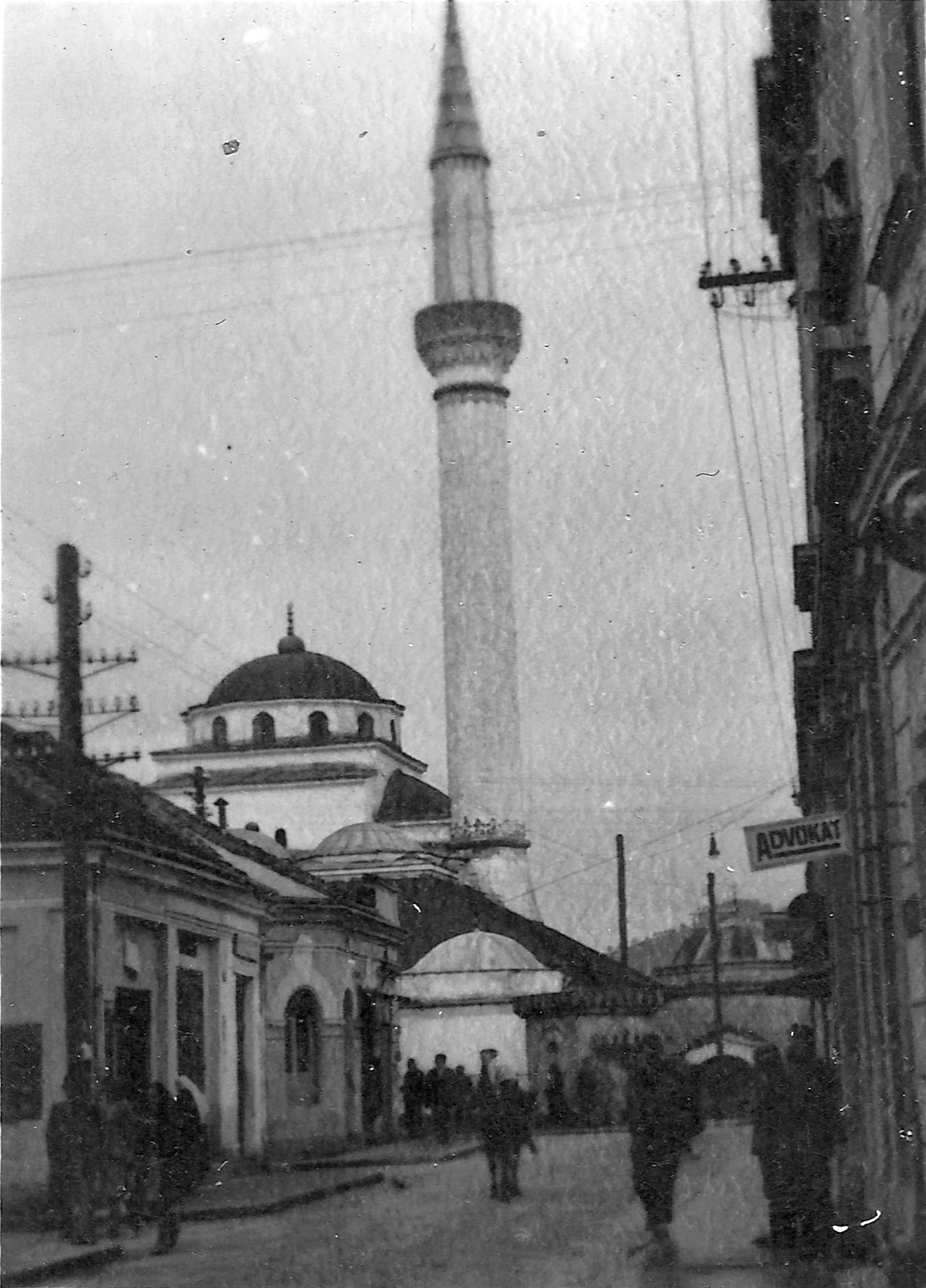
Construite en 1579, la Ferhadija mosque à Banja Luka a été complètement rasée par des extrémistes serbes durant la guerre. Reconstruite puis inaugurée le 7 mai 2016.

Le nettoyage ethnique des musulmans de Bosnie pendant la guerre de Bosnie (1992-95) a provoqué un profond déplacement interne de cette population à l'intérieur de la Bosnie-Herzégovine, entraînant la ségrégation presque complète des communautés religieuses du pays en zones ethno-religieuses distinctes. Le taux de retour des réfugiés a considérablement ralenti en 2003-2004, laissant la majorité des orthodoxes serbes vivant en Republika Srpska et la majorité des musulmans et des catholiques vivant toujours dans la Fédération de Bosnie-Herzégovine. Au sein de la Fédération, des zones à majorité musulmane ou catholique distinctes subsistent. Cependant, le retour des adeptes orthodoxes serbes et des musulmans dans leurs foyers d'avant-guerre dans le canton de Bosnie occidentale et des musulmans dans leurs foyers d'avant-guerre dans l'est de la Bosnie, près de Srebrenica, a modifié la composition ethno-religieuse dans les deux régions[pas clair].
Dans toute la Bosnie, les mosquées ont été systématiquement détruites par les forces armées serbes et croates pendant la guerre de Bosnie dans les années 90. De nombreux bâtiments ont été endommagés ou détruits, avec jusqu'à 80% de plus de 4 000 bâtiments islamiques différents d'avant-guerre.
Parmi les pertes les plus importantes figuraient deux mosquées de Banja Luka, Arnaudija et Ferhadija, qui figuraient sur le registre de l'UNESCO des monuments culturels mondiaux. Aujourd'hui, ils font partie, avec de nombreux autres, du patrimoine protégé de la Bosnie-Herzégovine.
| mosquée (Džamija)                            | 249 | 58  | 540   | 80  | 307 | 620   | 927   | 1.149 | 81% |  |  |  |  |  |
| petite mosquée de quartier (Mesdžid)         | 21  | 20  | 175   | 43  | 41  | 218   | 259   | 557   | 47% |  |  |  |  |  |
| écoles coraniques (Mekteb)                   | 14  | 4   | 55    | 14  | 18  | 69    | 87    | 954   | 9%  |  |  |  |  |  |
| Dervish lodges (Tekija)                      | 4   | 1   | 3     | 1   | 5   | 4     | 9     | 15    | 60% |  |  |  |  |  |
| Mausoleums, lieux de pèlerinage (Turbe)      | 6   | 1   | 34    | 3   | 7   | 37    | 44    | 90    | 49% |  |  |  |  |  |
| Bâtiments de bienfaisance religieuse (Vakuf) | 125 | 24  | 345   | 60  | 149 | 405   | 554   | 1.425 | 39% |  |  |  |  |  |
| Total                                        | 419 | 108 | 1,152 | 201 | 527 | 1,353 | 1,880 | 4,190 | 45% |  |  |  |  |  |
|                                              |     |     |       |     |     |       |       |       |     |  |  |  |  |  |

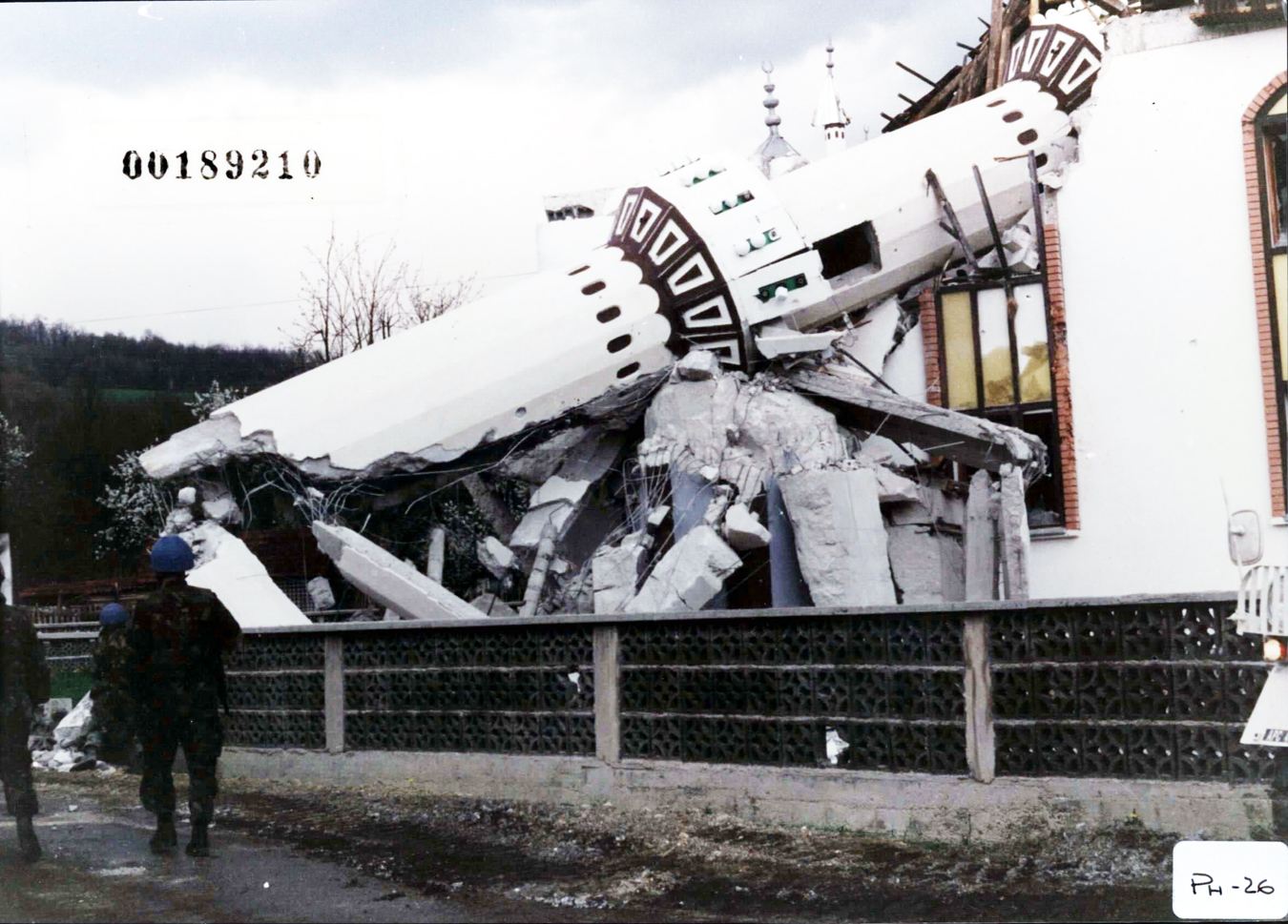
Mosquée détruite durant le massacre d'Ahmići en 1993
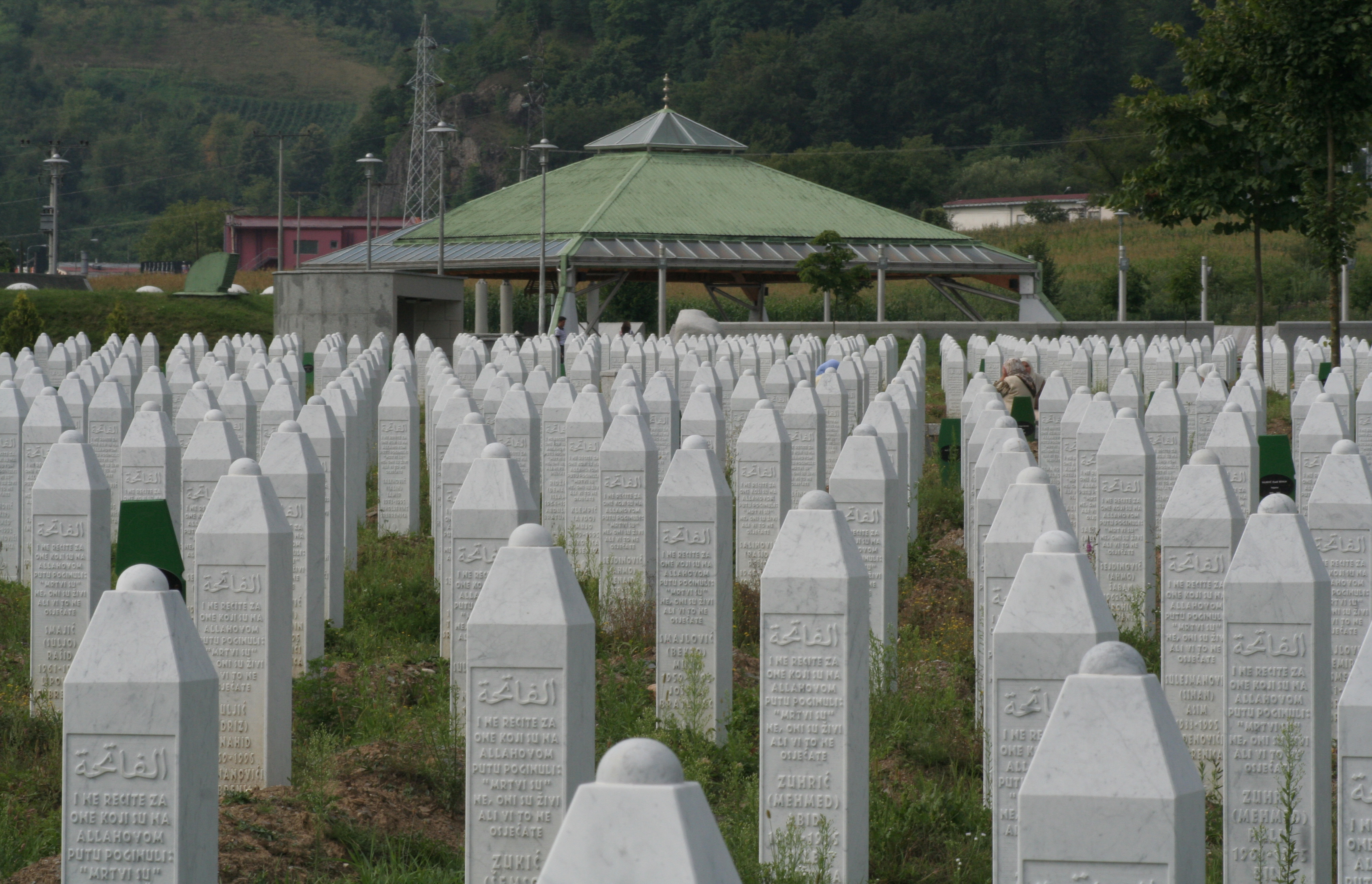
Pierres tombales musulmanes au mémorial du génocide à Potočari, près de Srebrenica
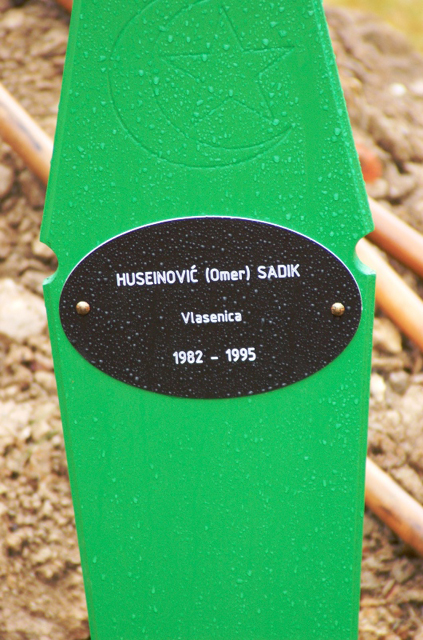
Pierre tombale d'un enfant de 13 ans tué lors du massacre de Srebrenica en 1995
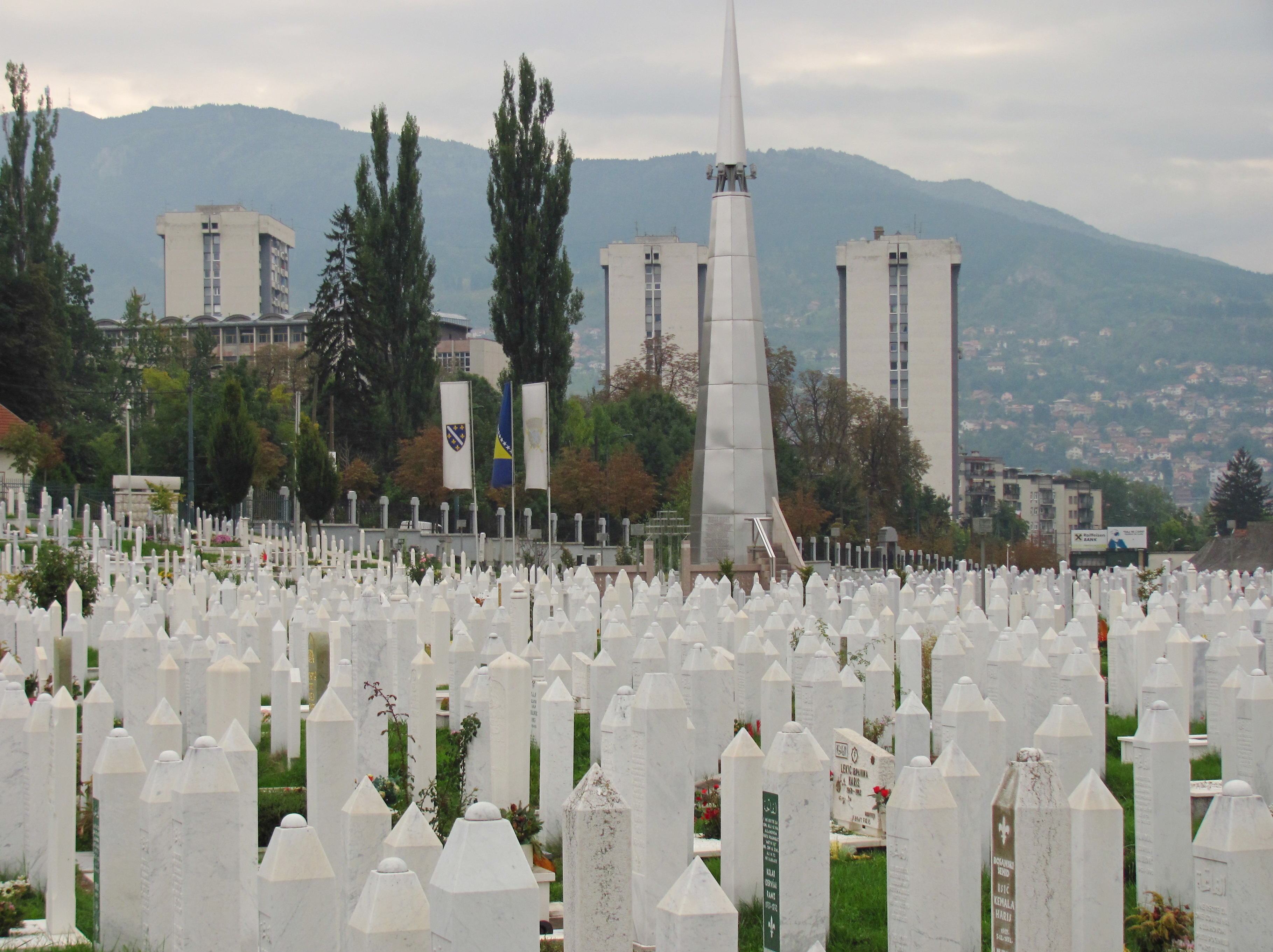
Cimetière musulman, Sarajevo

### Période d'après-guerre
De nombreux édifices religieux islamiques ayant été endommagés ou détruits durant la guerre, plusieurs mosquées ont été cependant reconstruites avec le soutien financier de l'Arabie saoudite et d'autres pays du Moyen-Orient et d’Asie musulmane.
Historiquement, les musulmans bosniaques ont toujours pratiqué une forme d'islam fortement teintée par le soufisme. Depuis la guerre de Bosnie, cependant, certains membres de groupes de combattants djihadistes du Moyen-Orient alliés de l'armée bosniaque sont restés pendant un certain temps et ont tenté de répandre le wahhabisme parmi les habitants. Avec un succès très limité, ces étrangers n'ont fait que créer des frictions entre eux et la population musulmane locale, ancrée dans sa propre pratique traditionnelle de la foi, et sans aucun contact préalable avec cette faction de l'islam. Bien que ces communautés soient relativement petites et pacifiques, limitées à un certain nombre de villages autour du centre et du nord de la Bosnie, la question a été fortement politisée par des nationalistes et des responsables locaux, ainsi que par des responsables et des diplomates de pays comme la Croatie, la République tchèque et la Serbie, au point de pure fiction,. Le ministre de la Sécurité de la Bosnie-Herzégovine de l'époque, Dragan Mektić du parti démocratique serbe de Bosnie (SDS), a vivement réagi à ces mensonges en soulignant la gravité de ces allégations de conspiration et a mis en garde contre la possibilité d'une politisation plus dangereuse et même d'actes de violence dans le but de qualifier les musulmans de Bosnie de radicaux,
.

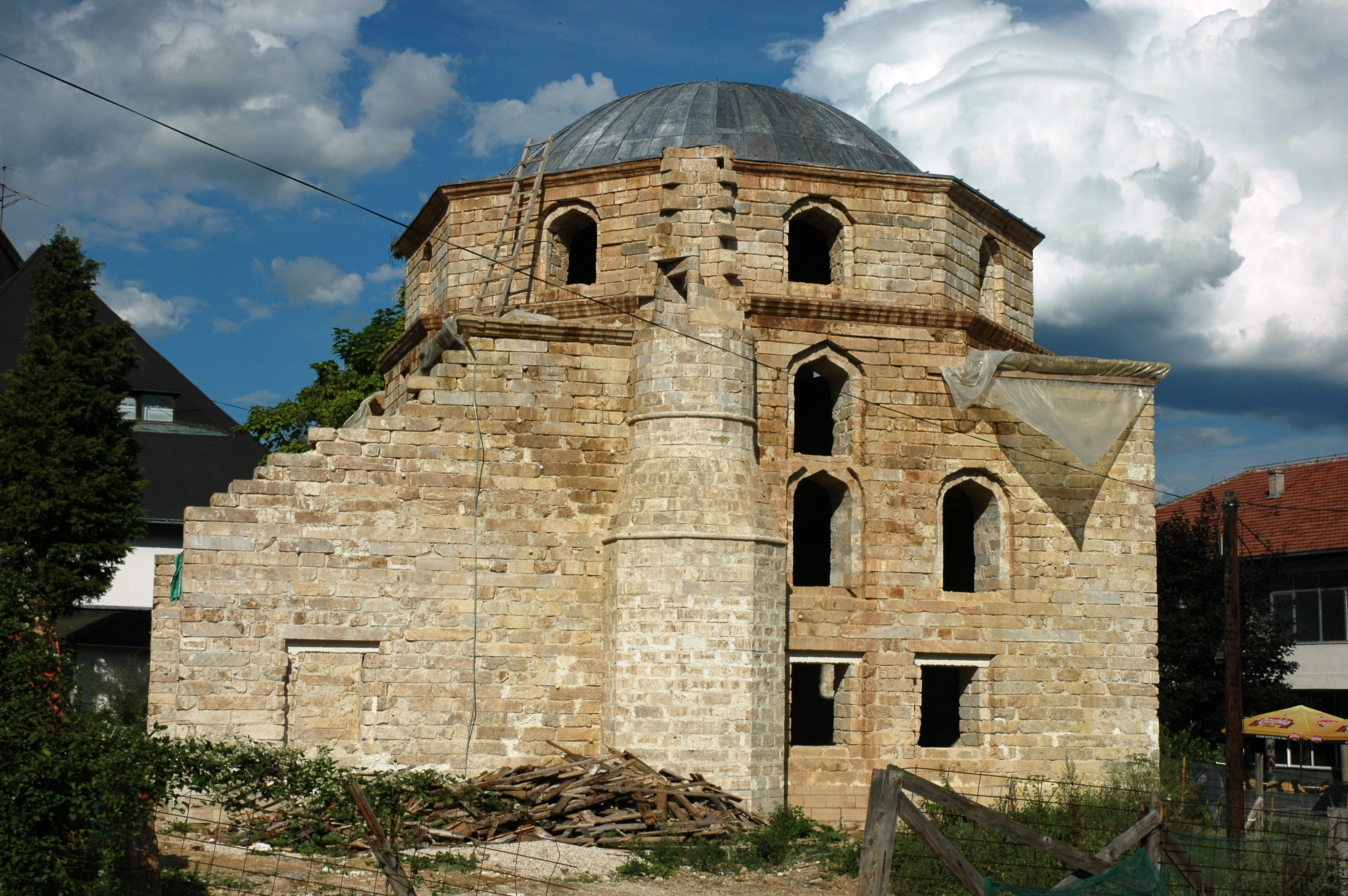
Ancienne mosquée de Jajce en reconstruction (2008)
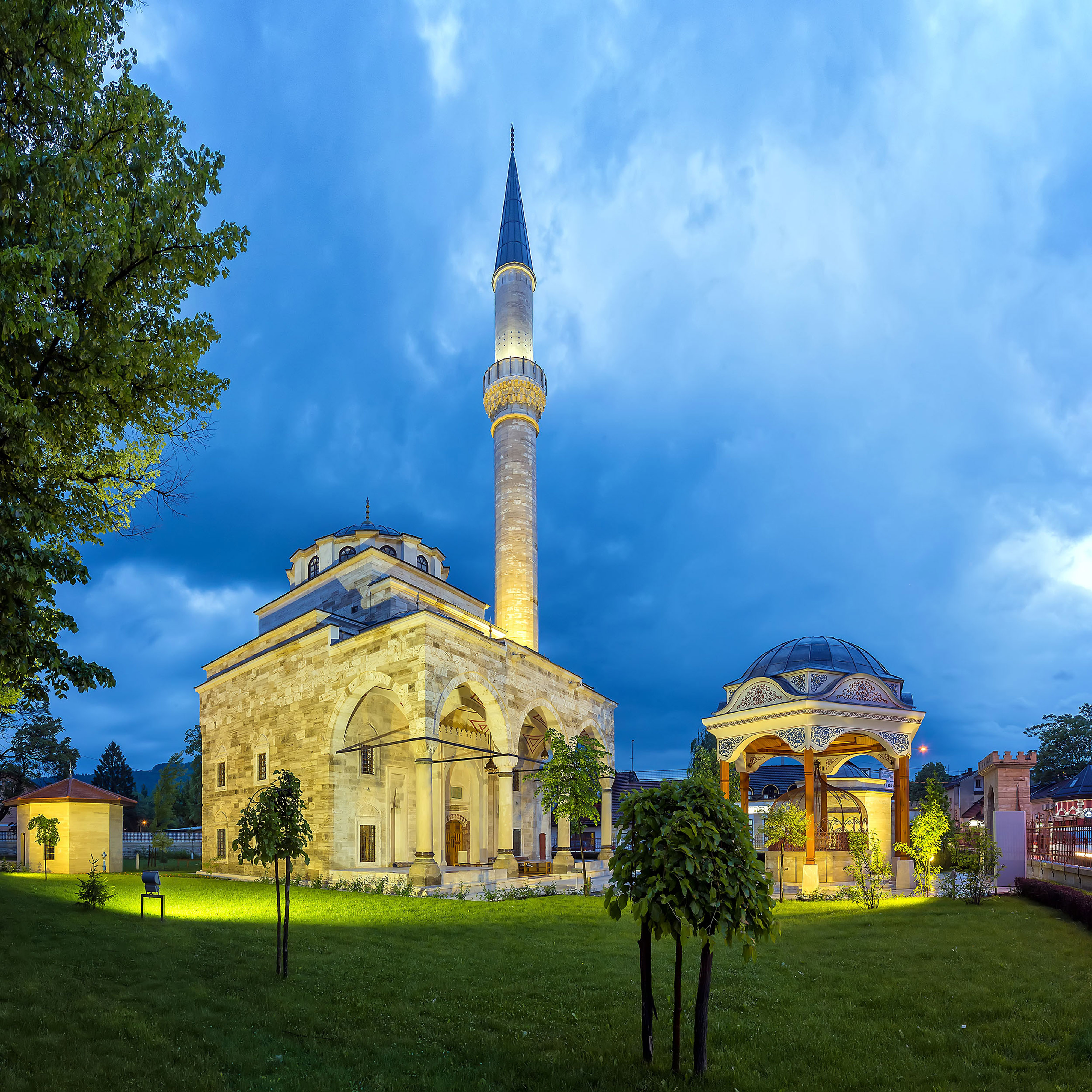
Mosquée Ferhat Pasha de Banja Luka, 1579 (reconstruite 2016)
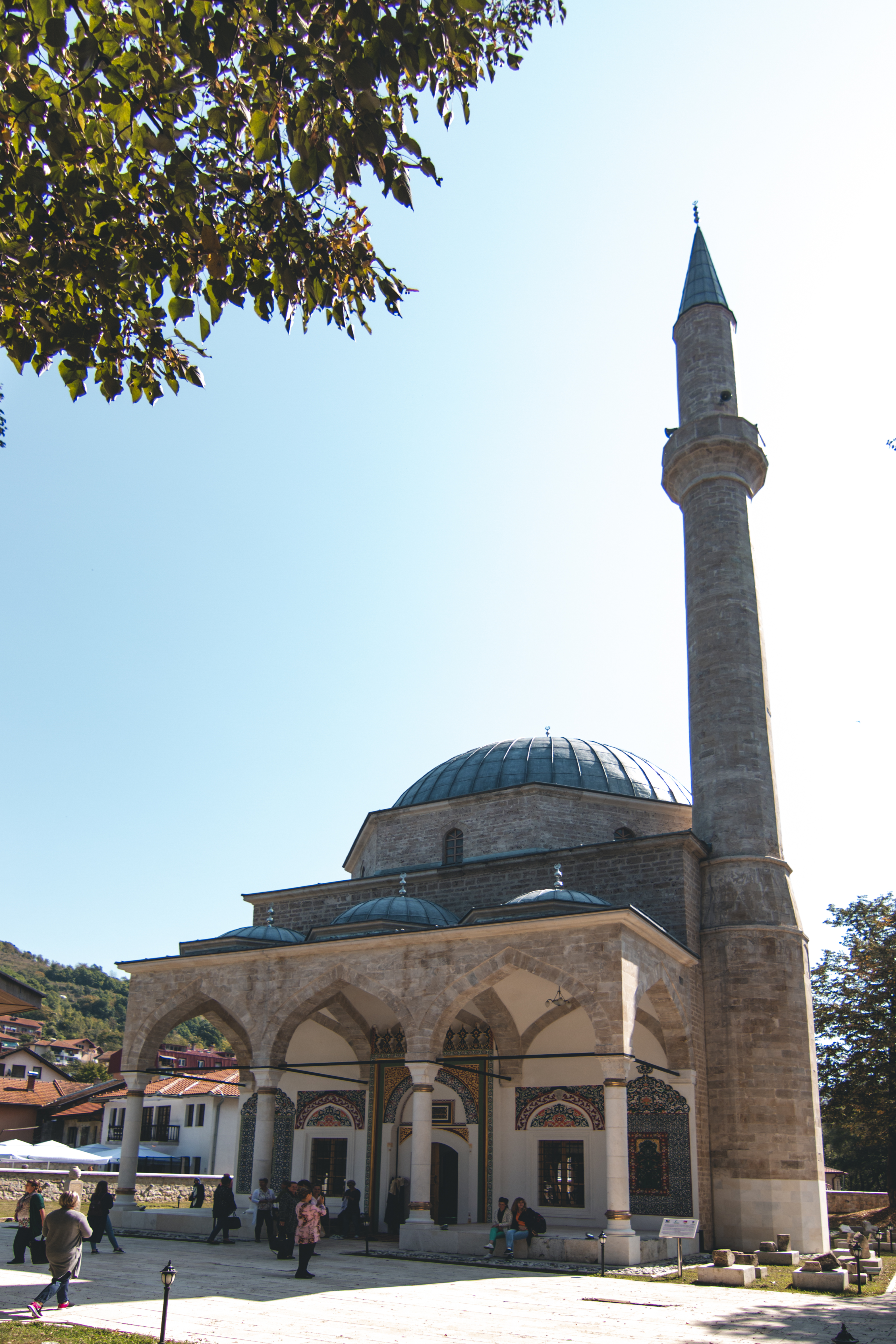
Mosquée Aladža à Foča, 1550 (reconstruite 2018)

## Démographie
Lors du recensement de 2013, l'appartenance religieuse déclarée de la population à l’islam était de 1 790 454 personnes. Ainsi, l'islam compte environ 1,8 million d'adhérents, soit 51 % de la population de Bosnie-Herzégovine. Les municipalités de Bužim (99,7%) et Teočak (99,7%) ont la plus forte proportion de musulmans en Bosnie-Herzégovine.
| Canton                           | Population (2013) | Nombre de musulmans | %     |
| -------------------------------- | ----------------- | ------------------- | ----- |
| Fédération de Bosnie-Herzégovine | 2,219,220         | 1,581,868           | 71.3% |
| Tuzla Canton                     | 445,028           | 395,921             | 89.0% |
| Zenica-Doboj Canton              | 364,433           | 303,994             | 83.4% |
| Sarajevo Canton                  | 413,593           | 350,594             | 84.8% |
| Una-Sana Canton                  | 273,261           | 252,758             | 92.5% |
| Central Bosnia Canton            | 254,686           | 147,809             | 58.0% |
| Herzegovina-Neretva Canton       | 222,007           | 91,395              | 41.2% |
| Republika Srpska                 | 1,228,423         | 172,742             | 14.1% |
| Brčko District                   | 83,516            | 35,844              | 42.9% |
| Bosnian-Podrinje Canton Goražde  | 23,734            | 22,372              | 94.3% |
| Posavina Canton                  | 43,453            | 8,341               | 19.2% |
| Canton 10                        | 84,127            | 7,904               | 9.3%  |
| West Herzegovina Canton          | 94,898            | 780                 | 0.8%  |
| Bosnie-Herzegovine               | 3,531,159         | 1,790,454           | 50.7% |

## Relations contemporaines entre les différentes confessions

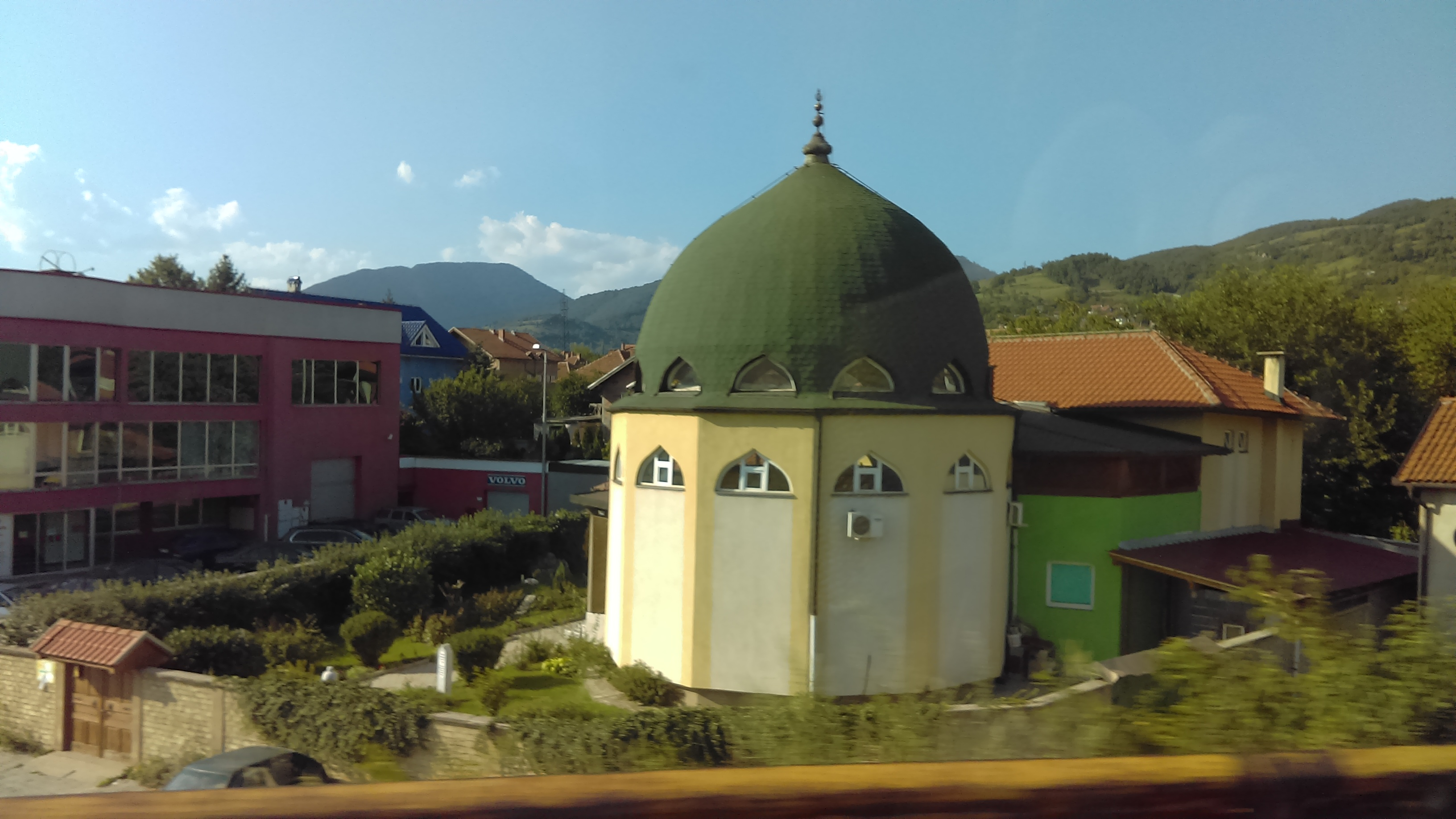
Tekija de Pehare, Zenica

Pour une majorité de Bosniaques qui s'identifient comme musulmans, la religion sert souvent de lien communautaire, et la pratique religieuse se limite à des visites occasionnelles à la mosquée (en particulier pendant le Ramadan et les deux aïds) et à d'importants rites de passage tels que la 'aqiqah, le mariage, ou la mort. [citation nécessaire] Les foulards pour les femmes, ou le hijab, ne sont portés que par une minorité de femmes bosniaques, ou autrement principalement à des fins religieuses (comme le çarşaf  pour la prière ou pour se rendre à la mosquée). Les chefs religieux des trois principales confessions affirment que l'observance augmente chez les jeunes comme l’expression d'une identification accrue avec leur héritage ethnique, en grande partie en raison de la renaissance religieuse nationale qui s'est produite à la suite de la guerre de Bosnie. Les dirigeants des trois principales communautés religieuses ont observé qu'ils bénéficient d'un plus grand soutien de leurs croyants après la fin de la guerre. D'un autre côté, cependant, la violence et la misère causées par ce conflit et les crimes commis à forte consonnance religieuse ont conduit un petit nombre de Bosniaques à rejeter complètement la religion. Cette communauté athée ou agnostique est confrontée à la discrimination et est fréquemment attaquée verbalement par les chefs religieux comme « des personnes corrompues, sans morale ». Selon le dernier recensement, les athées représentent 0,79% de la population bosniaque.
Dans un sondage d'opinion de 1998, 78,3 % des Bosniaques de la Fédération de Bosnie-Herzégovine se déclaraient religieux. En Bosnie-Herzégovine, il existe huit muftis répartis dans les principales municipalités du pays : Sarajevo, Bihać, Travnik, Tuzla, Goražde, Zenica, Mostar et Banja Luka. Le chef de la Communauté islamique de Bosnie-Herzégovine est Husein Kavazović.

## Voir également
- Bosniaques
- Islamisation de Bosnie-Herzegovine (en)
- 13e division SS Handschar
- Persécution des musulmans
- Pomaks
- Liste des mosquées de Bosnie-Herzegovine (en)
- Monument national (Bosnie-Herzégovine)

### Autres ouvrages
- Riada Asimovic Akyol, « Bosnia Offers a Model of Liberal European Islam », The Atlantic, Washington,‎ 13 janvier 2019 (lire en ligne [archive du 13 janvier 2019], consulté le 18 avril 2021)
- Muslims in the Enlarged Europe : Religion and Society, vol. 2, Leyde, Brill Publishers, coll. « Muslim Minorities », 2003, 640 p. (ISBN 978-90-04-13201-6, ISSN 1570-7571, PMCID 142974009)
- Ghaleb Bencheikh et Adam Brahimi-Semper, « L'Islam dans le Sud-Est Européen », sur www.franceculture.fr, Paris, France Culture, 19 mai 2019 (consulté le 25 mars 2021)
- Le Nouvel Islam balkanique. Les Musulmans, acteurs du post-communisme, 1990-2000, Paris, Maisonneuve et Larose, 2001, 509 p. (ISBN 2-7068-1493-4)
- Xavier Bougarel et Nathalie Clayer, Les musulmans de l’Europe du Sud-Est : Des Empires aux États balkaniques, Paris, IISMM - Karthala, coll. « Terres et gens d'islam », 2013, 349 p. (ISBN 978-2-8111-0905-9, lire en ligne)
- Nathalie Clayer, « Les musulmans des Balkans Ou l'islam de «l'autre Europe»/The Balkans Muslims Or the Islam of the «Other Europe» », La Documentation française, Paris, vol. 5, no 1045,‎ 2004, p. 16-27 (ISSN 0590-0239, DOI 10.3917/cpe.045.0016 )
- (en) The Revival of Islam in the Balkans : From Identity to Religiosity, Basingstoke, Palgrave Macmillan, coll. « Islam and Nationalism », 2015 (ISBN 978-1-137-51783-8, PMCID 164180984, DOI 10.1057/9781137517845, hdl 1814/36698)
- Alexandre Popović, L'Islam balkanique : les musulmans du sud-est européen dans la période post-ottomane, vol. 11, Berlin, Osteuropa-Institut an der Freien Universität Berlin, coll. « Balkanologische Veröffentlichungen », 1986, 514 p. (ISBN 9783447025980, OCLC 15614864)
- (de) Cyrill Stieger, « Die Flexibilität der slawischen Muslime », Neue Zürcher Zeitung, Zurich,‎ 5 octobre 2017 (lire en ligne [archive du 5 octobre 2017], consulté le 25 mars 2021)